# 2-methylisoborneol
2-Methylisoborneol (MIB) je organická sloučenina se silným zápachem. Jeho práh detekce zápachu je velmi nízký a je to jedna z chemických látek s hlavním vlivem na kvalitu pitné vody.
Některé řasy, zejména modro-zelené řasy (sinice) jako anabaena, produkují MIB spolu s dalšími zapáchajícími chemikáliemi, jako geosmin. Produkují zatuchlý nebo zemitý zápach, který může být docela silný, je-li přítomen vodní květ. Následnou smrtí sinic se také uvolní MIB, který je zachycený v buňkách. Tyto chemikálie mohou být cítit již ve velmi malých úrovních, v rozsahu ppt, a jsou zodpovědné za mnoho problémů s chutí a vůní v pitné vodě. Sinice mohou také produkovat toxiny, které byly v některých případech problémem v pitné vodě.